# Деперье, Бонавентюр
Бонавентюр (Бонавантюр) Деперье́ (фр. Bonaventure des Périers; около 1501, Арне-ле-Дюк, Бургундия — 1544, там же) — французский писатель, одна из самых загадочных личностей своего времени.

## Биография
О жизни Деперье известно очень мало. В молодости он работал школьным учителем, а в 1536—1541 годах служил секретарём и камергером сестры короля Франциска I Маргариты Наваррской. Много путешествовал, чаще всего — в Лион, который в XVI веке являлся важнейшим культурным центром Франции. Считается, что в 1544 году Деперье в припадке ярости покончил с собой.

## Творчество
Деперье хорошо разбирался в гуманистических и в евангелических идеях, которые нашли отражение в его творчестве. К ранним сочинениям Деперье относится выполненный им перевод диалога Платона «Лисид». Кроме того, он написал несколько трудов филологического характера и ряд стихотворений на случай.
Работал вместе с Оливетаном над переводом Библии. Вместе с Этьеном Доле участвовал в составлении «Комментариев к латинскому языку».

### «Кимвал мира»
В 1538 году Деперье издал в Париже свою книгу «Кимвал мира» («Cymbalum mundi»), выдав её за перевод с латыни. «Кимвал мира» представлял собой четыре сатирических стихотворных диалога, обличавших пустые речи, фанатизм и нетерпимость как католических, так и протестантских теологов. Написанная в подражание Лукиану, книга полна намёков и иносказаний, не разгаданных до сих пор. Она была приговорена к сожжению как еретическая.

### «Новые забавы и весёлые разговоры»
Посмертно вышел сборник его новелл «Новые забавы и весёлые разговоры», где анекдоты, юмор, веселье, широкая панорама Франции воплотили жизнерадостное свободомыслие Деперье, нашедшее продолжение в скептицизме Монтеня.

## Сочинения
- Le Cymbalum mundi (1538)
- Les Nouvelles récréations et joyeux devis (1561)

В 1936 году «Кимвал мира» и «Новые забавы...» были опубликованы издательством «Academia» в Москве в переводе Василия Пикова.